# Wilhelm Gottlieb Hauff (1793-1858)
Wilhelm Gottlieb Hauff (Nijmegen, gedoopt 16 maart 1793 – Groningen, 31 oktober 1858) was een Nederlands organist.
W.G. Hauff junior is zoon van de organist Wilhelm Gottlieb Hauff en Johanna Barbara Linz/Linstein. Hij werd gedoopt binnen de Evangelisch-Lutherse gemeente in Nijmegen. Broer Ferdinand Hauff (1779-1813, overleden te Nijmegen 34 jaar oud) zat eveneens in de muziek en was onder meer organist. Hijzelf was getrouwd met Maria Anna Catharina Roijer en Maria Catharina Meijer. Twee zonen, waaronder Wilhelm Reinier Hauff, werden ook organist.
Zijn muziekopleiding kreeg hij van zijn vader; hij nam al op jeugdige leeftijd waar voor zijn vader als organist te Nijmegen. In 1813 kreeg hij na een wedstrijd een aanstelling als organist in de Bergkerk van Deventer. Hij vertrok in 1816, opnieuw na een sollicitatieronde, naar Groningen om organist te worden in de Martinikerk. In 1832 volgde dan een aanstelling als organist van de Nieuwe Kerk te Amsterdam. Hij werd gekozen uit drie eindkandidaten uit een veld van dertig sollicitanten. Hij liet zich echter financieel overhalen om in Groningen te blijven, hij kreeg bij uitzondering hetzelfde salaris als wat hij in Amsterdam zou gaan verdienen. Hij bleef daar tot aan zijn dood organist. Tijdens zijn werkzaamheden werd hij op 23 oktober 1858 onwel als gevolg van een astmatische aanval; een week later overleed hij.
Zijn spel en composities getuigden van weinig theoretische kennis; zijn fantasieën/improvisaties kregen voldoende bijval om hem als organist te behouden.
Hij schreef een beperkt aantal werken: 
- De 150 psalmen voor orgel, dat meerdere drukken kreeg
- De melodieën der evangelische zangen voor orgel
- Zes kleine naspelen voor orgel
- Preludieën voor orgel
- Vijftien kleine schoolliederen voor zang en piano, op tekst van Hieronymus van Alphen.

- Digitale Bibliotheek voor de Nederlandse Letteren: hauf001
- International Standard Name Identifier: 0000 0003 9020 3663
- MusicBrainz: 4b94d71d-f58d-47f6-af76-f263c28681ba
- Nederlandse Thesaurus van Auteursnamen: 070076545
- Virtual International Authority File: 283759766
- WorldCat: E39PBJmXMR7q9dK7JyrRDJPbBP